# Liceum Ogólnokształcące im. Jana Pawła II w Złotoryi
Liceum Ogólnokształcące im. Jana Pawła II w Złotoryi – placówka szkolnictwa ponadpodstawowego w  Złotoryi w  powiecie złotoryjskim (w latach 2013–2019 działała w ramach Zespołu Szkół Ogólnokształcących).

## Historia
Szkoła rozpoczęła swoją działalność w 1947 roku, jednak za początek funkcjonowania przyjmuje się datę 7 lipca 1951 r. gdy ówczesne Ministerstwo Oświaty wydało zarządzenie o utworzeniu Państwowej Szkoły Ogólnokształcącej Stopnia Podstawowego i Licealnego w Złotoryi. Pierwotnie nauczanie odbywało się w budynku po wcześniejszej Szkole Podstawowej, a od l września 1954 r. gdy szkoła otrzymała odbudowany po zniszczeniach wojennych budynek przedwojennej Fundacji Schwabe-Priesemuth, przeniesiono je do obiektu przy ulicy Kolejowej. Sam budynek został wybudowany w latach 1870–1877 (projektant: Pavelt) i pierwotnie mieścił się w nim sierociniec, a potem niemieckie gimnazjum.
W powojennej już historii szkoła była wielokrotnie reorganizowana: np. w roku 1957/58 doszła klasa ósma (pierwsza licealna) z językiem ukraińskim. Później powstał Zespół Szkół Sportowych i w okresie jego funkcjonowania wybudowano w latach 1977–1979, częściowo dzięki rozmaitego rodzaju czynom społecznym, kompleks hal sportowych z całym zapleczem oraz Internat.
W 2013 roku, liceum przekształciło się w Zespół Szkół Ogólnokształcących, za sprawą otwarcia tam Gimnazjum Dwujęzycznego, które funkcjonowało cztery lata. Po zmianach w edukacji państwowej, gimnazjum, jak i ZSO w 2019 roku przestało istnieć.

## Znani absolwenci
- Roman Kołtoń, dziennikarz i komentator sportowy
- Zbigniew Konopka, aktor teatralny i dubbingowy
- Łukasz Matecki, aktor teatralny i filmowy